# Operating Level Agreement
OLA (Operating Level Agreement) se puede traducir como Acuerdo del Nivel de Operación.
Es un contrato que define las relaciones técnicas internas que son necesarias en la empresa proveedora de un servicio para dar soporte a los SLA pactados entre esta y la empresa que recibe el servicio.
Los OLA especifican procesos técnicos en términos entendibles por la empresa cliente y pueden dar soporte a uno o más SLA.